# Николай (Капустин)
Митрополит Никола́й (в миру Макси́м Влади́мирович Капустин; 6 сентября 1977, город Севастополь, Украинская ССР, СССР) — архиерей Украинской православной церкви, митрополит Кременчугский и Лубенский.

## Биография
С 1 сентября 1984 года обучался в средней школе Севастополя и в музыкальной школе по классу скрипки. В 1989 оставил учебу в музыкальной школе по собственному желанию. 25 мая 1994 года окончил среднюю общеобразовательную школу № 57 города Севастополя.
1 августа 1994 года был зачислен студентом экономического института Севастополя на дневное отделение по специальности «экономист».
В 1996 году проходил послушание в Георгиевском монастыре города Севастополя. 11 декабря того же года, оставил институт в связи с желанием монашеской жизни.
20 ноября 1997 году был принят в Свято-Владимирский мужской монастырь в городе Кривой Рог.
10 мая 1998 года в Криворожском Свято-Владимирском монастыре был пострижен в рясофор с именем Николай в честь святителя Николая Ликийского.
9 июля 1998 года в храме священномученика Владимира Свято-Владимирского монастыря был пострижен в мантию с именем Николай в честь того же святого.
19 июля 1998 года в Спасо-Преображенском кафедральном соборе города Кривой Рог был рукоположён в сан иеродиакона.
11 октября 1998 года в Свято-Покровском храме скита мужского монастыря священномученика Владимира в селе Весёлое Криворожского района был рукоположён в сан иеромонаха.
В обители нёс послушание повара, рухлядного, просфорника, келаря, клирошанина, благочинного и казначея.
В 2003 году возведён в сан игумена.
В 2004 году окончил Киевскую духовную семинарию.
26 июля 2005 года решением Священного Синода УПЦ был назначен наместником Свято-Владимирского мужского монастыря города Кривой Рог.
11 апреля 2007 года возведён в сан архимандрита.
25 мая 2007 года окончил Киевскую духовную академию.
В январе 2009 года был участником Поместного собора Русской православной церкви от монашествующих Криворожской и Никопольской епархии.

### Архиерейство
14 июня 2011 года Синодом Украинской Православной Церкви избран епископом Кременчугским и Лубенским.
17 июня 2011 года в зале заседаний Священного Синода Украинской Православной Церкви состоялось наречение архимандрита Николая во епископа Кременчугского и Лубенского.
19 июня 2011 года на площади у Всехсвятского храма на месте строительства Свято-Воскресенского Кафедрального Собора за богослужением был хиротонисан во епископа Кременчугского и Лубенского. Хиротонию совершили: Митрополит Киевский и всея Украины Владимир (Сабодан), архиепископ Белоцерковский и Богуславский Митрофан (Юрчук), архиепископ Переяслав-Хмельницкий и Вишневский Александр (Драбинко), архиепископ Криворожский и Никопольский Ефрем (Кицай), архиепископ Полтавский и Миргородский Филипп (Осадченко), епископ Макаровский Иларий (Шишковский), епископ Александрийский и Светловодский Антоний (Боровик), епископ Васильковский Пантелеимон (Поворознюк) и епископ Шепетовский и Славутский Дионисий (Константинов).
21 июня в Свято-Успенском кафедральном соборе архиепископ Криворожский и Никопольский Ефрем (Кицай) и архиепископ Полтавский и Миргородский Филипп (Осадченко), временно управляющий Кременчугской и Лубенской епархией, представили нового управляющего Кременчугской епархией — епископа Кременчугского и Лубенского Николая (Капустина).